# Spergula pissisii
Spergula pissisii är en nejlikväxtart som först beskrevs av Rodolfo Amando Philippi, och fick sitt nu gällande namn av C.R. Volponi. Spergula pissisii ingår i släktet spärglar, och familjen nejlikväxter. Inga underarter finns listade i Catalogue of Life.